# César-Pierre Andrieu
Pour les articles homonymes, voir Andrieu.
César-Pierre Andrieu est un homme politique français né le 31 mars 1735 à Maringues (Puy-de-Dôme) et décédé le 28 septembre 1809 à Saint Ignat (Puy-de-Dôme).

## Famille
Il est issu de l'une des familles les plus anciennes de la Basse-Auvergne, originellement fixée à Maringues (Puy-de-Dôme) dans la plaine de la Limagne, connue pour ses nombreux juristes et blasonnant de « gueules au sautoir d’argent » » (armorial de 1697). En langage héraldique, le sautoir représente une croix de saint André.

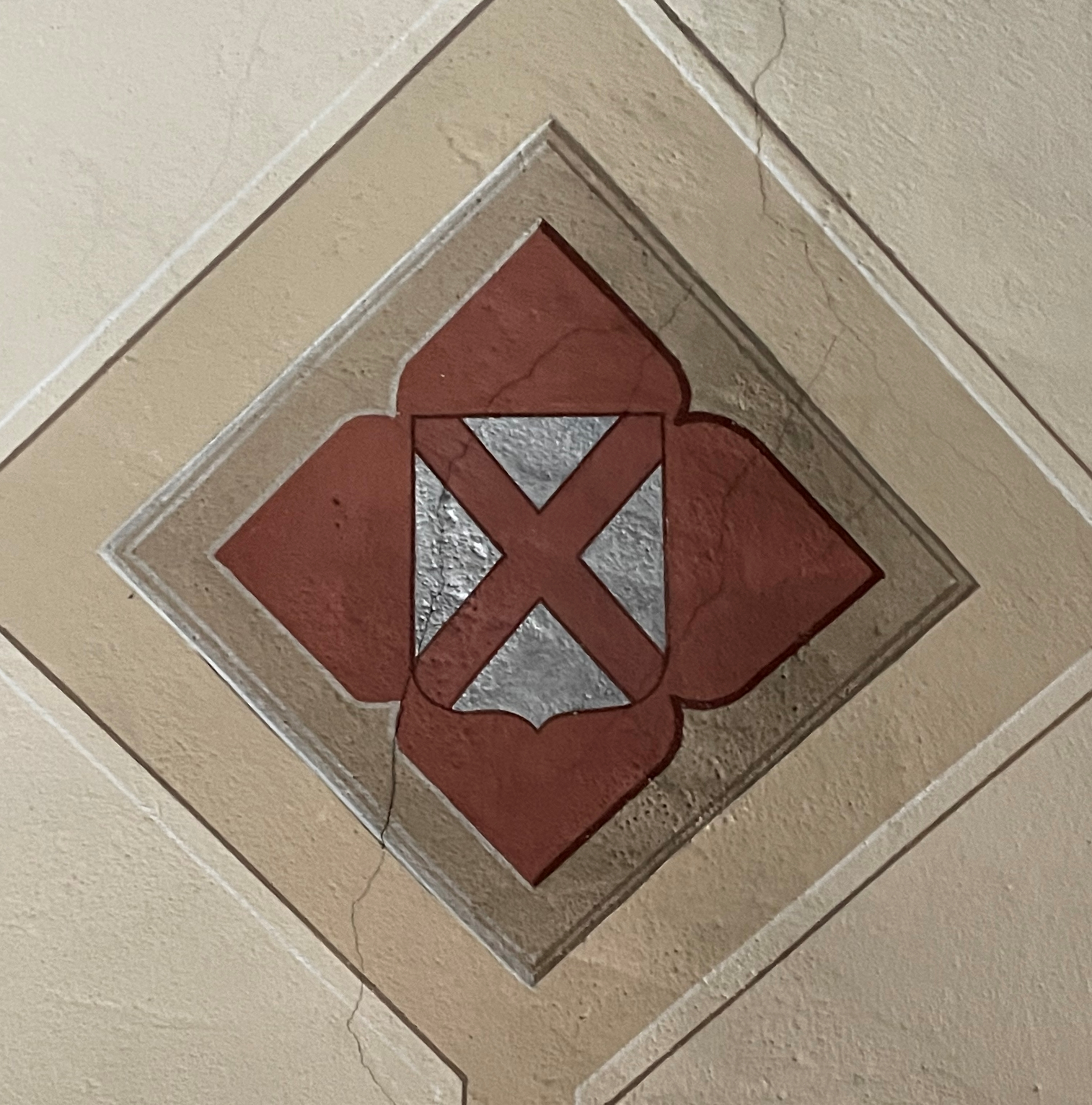
Blason Andrieu (Auvergne, 1697)

Dans la première moitié du XVIIIe siècle, la famille Andrieu se divise en deux branches principales : celle de Jean Andrieu (1680-1752) appelée la branche des Papetiers qui fera souche à Thiers avec notamment :
- Pierre Andrieu, (1762-1849), fabricant au sein des papeteries de Thiers, maire de Thiers en 1791, président du tribunal civil de Thiers ;
- Hermose Andrieu (1804-1875) juriste, magistrat et historien français ;
- Jean-Baptiste Darrot-Andrieu (1797-1870), maire de Thiers, conseiller général, député du Puy-de-Dôme de 1847 à 1848, siégeant dans la majorité soutenant les ministères de la monarchie de Juillet ;
- Jean-Baptiste-Francis Andrieu, dit Francisque Andrieu de Vaulx (1811-1867), avocat et maire de Celles-sur-Durolles (Puy-de-Dôme) ;

et celle de Pierre Andrieu (1686-1741), notaire royal, qui reste à Maringues et est appelée la branche des Parlementaires en raison du député du Tiers état en 1789 César-Pierre Andrieu et du député du Puy-de-Dôme en 1863, Maurice Andrieu.

## Carrière politique
Avocat général fiscal du duché de Montpensier, César-Pierre Andrieu est élu, le 24 mars 1789, député du tiers état aux États généraux de 1789 pour la sénéchaussée de Riom puis député à l'Assemblée Constituante. Les Archives Parlementaires de la Révolution Française notent 44 interventions de sa part lors de sa carrière législative avec la Constituante.

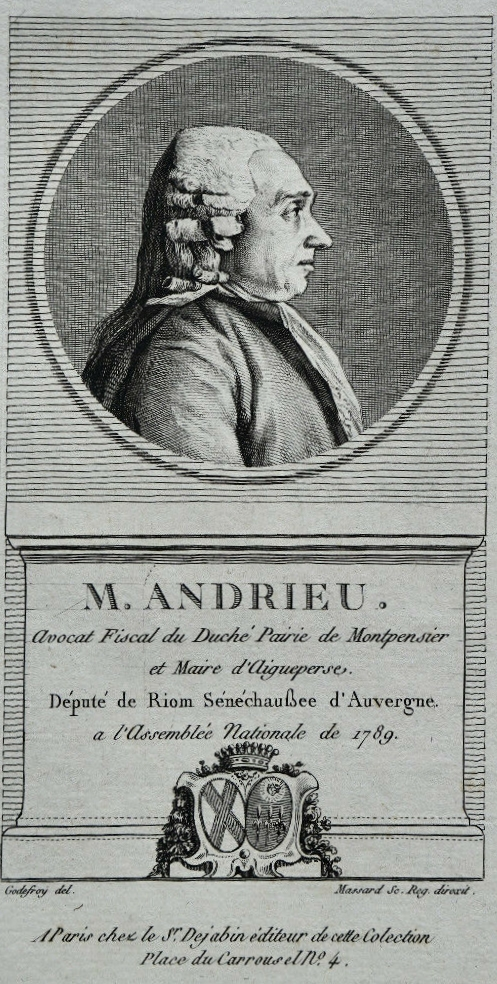
César-Pierre Andrieu, député en 1789

Dans la séance du 22 mars 1791, il s'éleva contre la proposition faite à l'Assemblée de rendre des décrets de circonstance à l'occasion des troubles qui pourraient survenir dans les départements, et demanda que, dorénavant, les avis fussent remis au pouvoir exécutif, chargé de faire observer les lois. Il s'opposa également à ce qu'on exclût de la couronne la branche d'Orléans au profit de la branche d'Espagne.
Contrairement aux informations erronées de plusieurs biographies, César-Pierre Andrieu ne fut pas député au Conseil des Cinq-Cents sous le Directoire : c'est un homonyme originaire de Strasbourg (Bas-Rhin) le poète et dramaturge François, Guillaume, Jean, Stanislas Andrieux.
Le 3 floréal an VIII (le 23 avril 1800), sous le Consulat, César-Pierre Andrieu est nommé maire d'Aigueperse (Puy-de-Dôme). 

## Sources
- « César-Pierre Andrieu », dans Adolphe Robert et Gaston Cougny, Dictionnaire des parlementaires français, Edgar Bourloton, 1889-1891 [détail de l’édition]